# Jochanan Wallach
Jochanan Wallach (Vollach) (hebr. יוחנן וולך, ur. 14 maja 1945 w Kirjat Bialik) – izraelski piłkarz grający na pozycji obrońcy.
Był piłkarzem następujących klubów: Maccabi Kirjat Bialik (1962–1965), Hapoel Hajfa (1965–1977), Maccabi Hajfa (1977–1979) i Hong Kong FC (1985–1990). Wraz z Hapoelem zdobył dwukrotnie puchar Izraela.
W reprezentacji Izraela zadebiutował 23 kwietnia 1969 w zremisowanym 1:1 towarzyskim meczu z Austrią. W 1970 roku był w kadrze na mistrzostwa świata rozgrywane w Meksyku. Wystąpił na nich w 2 meczach fazy grupowej: z Urugwajem (0:2) i Szwecją (1:1).